# Tammie Green
Tammie Green, född 17 december 1959 i Somerset i Ohio, är en amerikansk professionell golfspelare.
Green tog examen 1982 vid Marshall University där hon vann fyra tävlingar. Hon blev professionell 1983 och spelade på Futures Tour där hon vann tio tävlingar och penningligan 1985 och 1986.
Hon blev medlem på den amerikanska LPGA-touren 1987 och blev det året utsedd till årets nykomling av LPGA. Hon har fram till november 2005 vunnit sju LPGA-tävlingar. Hennes största framgång är segern i majortävlingen du Maurier Classic 1989.
Hon deltog i det amerikanska Solheim Cup-laget 1994 och 1998.
Green var medlem i LPGA:s verkställande utskott 1992-1994.

## Meriter

### Majorsegrar
- 1989 du Maurier Classic

### LPGA-segrar
- 1993 HEALTHSOUTH Palm Beach Classic, Rochester International
- 1994 Youngstown-Warren LPGA Classic
- 1997 Sprint Titleholders Championship, Giant Eagle LPGA Classic
- 1998 LPGA Corning Classic.

### Övriga segrar
- 1994 Diners Club Matches (med Kelly Robbins)
- 1995 Diners Club Matches (med Kelly Robbins)

### Utmärkelser
- 1987 LPGA Rookie of the Year
- 2004 Ohio Golf Hall of Fame